# Gare de Vern
Gare de Vern vasútállomás Franciaországban, Vern-sur-Seiche településen.

## Vasútvonalak
Az állomást az alábbi vasútvonalak érintik:
- Châteaubriant-Rennes-vasútvonal

## Kapcsolódó állomások
A vasútállomáshoz az alábbi állomások vannak a legközelebb:
- Gare de Rennes-La Poterie (Gare de Rennes, Châteaubriant-Rennes-vasútvonal)
- Gare de Saint-Armel (Gare de Châteaubriant, Châteaubriant-Rennes-vasútvonal)